# 천일야사
《천일야사》는 2016년 12월 28일부터 2021년 12월 27일까지 방송된 채널A의 역사 전문 프로그램이다.

## 방송 시간
| 방송 채널 | 방송 기간                           | 방송 시간                               |
| --------- | ----------------------------------- | --------------------------------------- |
| 채널A     | 2016년 12월 28일 ~ 2017년 10월 11일 | 매주 수요일 밤 11:00 ~ 12:40            |
| 채널A     | 2017년 10월 16일 ~ 2019년 7월 29일  | 매주 월요일 밤 9:20 ~ 11:00             |
| 채널A     | 2019년 8월 6일 ~ 2019년 9월 17일    | 매주 화요일 밤 11:00 ~ 12:40            |
| 채널A     | 2019년 9월 24일 ~ 2020년 8월 25일   | 매주 화요일 밤 11:20 ~ 수요일 새벽 1:00 |
| 채널A     | 2020년 8월 31일 ~ 2020년 9월 28일   | 매주 월요일 저녁 8:40 ~ 밤 10:00        |
| 채널A     | 2020년 10월 5일 ~ 2021년 3월 22일   | 매주 월요일 저녁 8:10 ~ 밤 9:30         |
| 채널A     | 2021년 3월 29일 ~ 2021년 4월 26일   | 매주 월요일 저녁 8:40 ~ 밤 10:00        |
| 채널A     | 2021년 5월 3일 ~ 2021년 12월 27일   | 매주 월요일 밤 9:10 ~ 10:30             |